# Padang Sialang
Padang Sialang is een bestuurslaag in het regentschap Bengkulu Selatan van de provincie Bengkulu, Indonesië. Padang Sialang telt 2391 inwoners (volkstelling 2010).